# Inkognitogata 18
Inkognitogata 18 è la residenza ufficiale del Ministro di Stato della Norvegia.